# 바르트부르크성

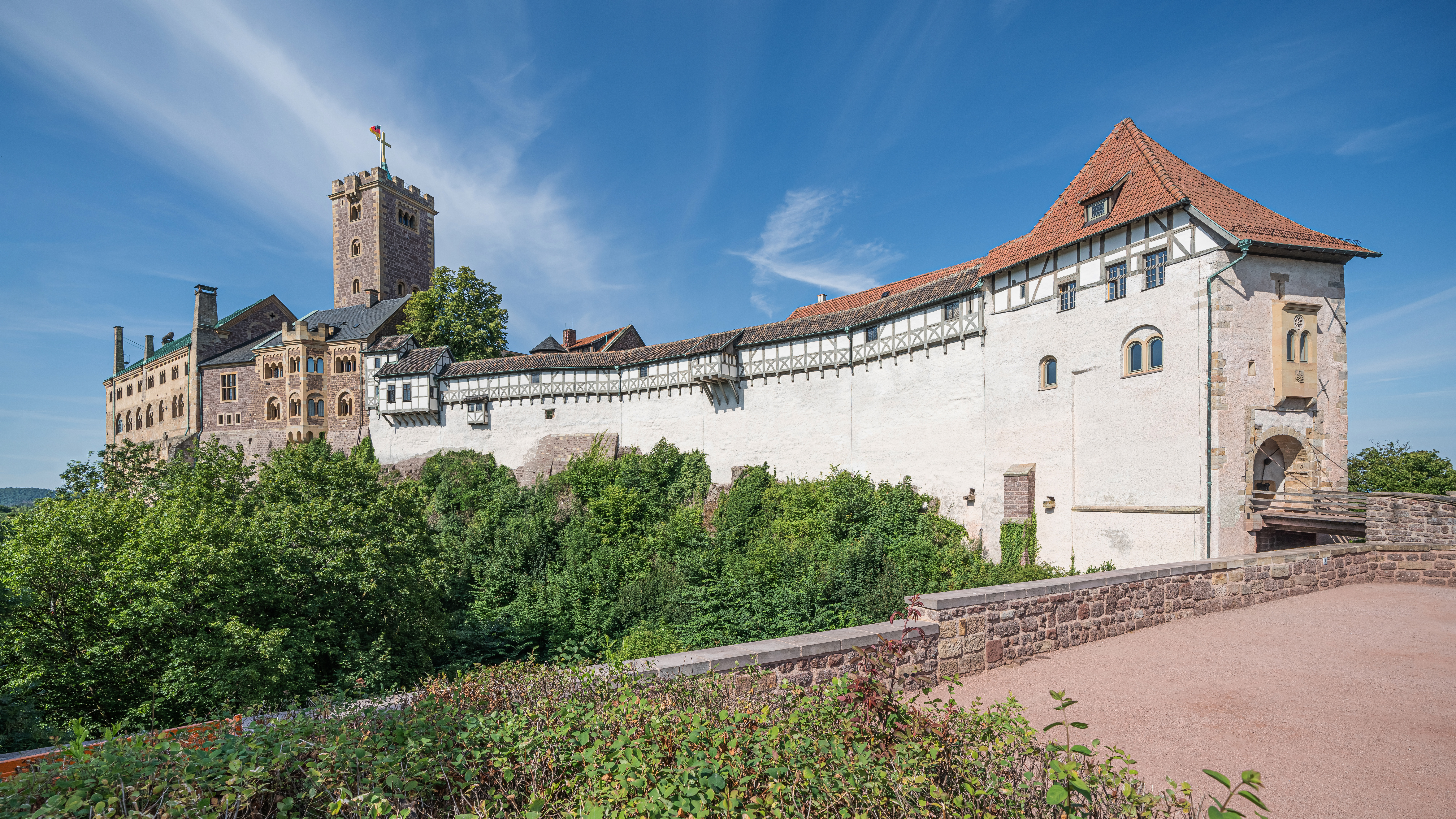

바르트부르크성은 독일 튀링겐주(Thüringen)의 아이제나흐(Eisenach) 인근의 성으로서 중세 튀링겐 지방의 문화의 중심지였다. 1067년에 루트비히 폰 샤우엔부르크 백작(Graf Ludwig von Schauenburg)의 지시로 짓기 시작했으며 이후 14세기까지 지방영주의 거주지였으며 튀링엔 지방의 문화와 정치, 또 역사의 무대였다. 중부유럽에서 가장 뛰어난 봉건주의 시대의 건축 유물로 꼽히며 부분적으로는 봉건시대 모습을 가지고 있으나 19세기에 대대적으로 복원되었다. 19세기에 독일 국가지정 문화유산으로 등록 되었고, 1999년에 유네스코(UNESCO) 지정 세계문화 유산으로 등록되었다. 구체적인 기록은 1080년 브르노 대주교(Bischof von Merseburg)가 쓴 책에서 처음 찾을 수 있다.

## 역사
루트비히 데어 슈프링어(Graf Ludwig der Springer)가 세운 바르트부르크성은 단순한 군사 캠프였으나 독일에서 가장 훌륭한 성채 중 하나로 발전했다. 동서독일 나뉘었을 당시 이 성은 양국의 국경에 인접한 위치에 있었기 때문에 독일 통합과 단결의 강력한 상징이기도 하다. 12세기 후반의 궁전 건물은 제국의 귀족으로서 루트비히 가문의 지위를 보여준다. 1777년 괴테가 이곳을 방문하여 폐허의 그림을 남겼는데, 궁전만이 부분적으로 손상되지 않고 남아 있는 게 보인다. 갈수록 증가하는 순례자에 힘입어 괴테는 박물관을 만들 것을 제안하였다. 바르트부르크성은 나폴레옹 전쟁 이후, 고대 독일의 이미지를 부각하는 국민정서를 상징하는 곳이 되었다. 1817년 바르트부르크에서는 독일학생연합의 멤버 450명이 개최한 민족주의적 행사인 바르트부르크 축제가 열렸고, 1848년 3월의 혁명으로 더욱 굳게 하였다. 바르트부르크성은 독일 전체의 학생 연합회 본부가 되었다. 19세기 초반에 작센의 대공이 주도하여 성을 완전히 보수하였다. 바르트부르크성의 재건은 대부분 역사적인 현실보다 낭만적인 상상을 기반으로 하였다. 모리츠 폰 슈빈트(Moritz von Schwind) 같은 유명 예술가의 참여, 특히 성 엘리자베스의 삶을 그린 것은 이곳의 상징적인 성격을 강조한다. 독일민주공화국은 바르트부르크성을 국가 기념물로 지정하였다. 주요한 복원 작업을 실행하였으며 이 기념물의 종교적 의미와 유적의 상징적 가치와 결부된 다양한 기념행사가 열렸다. 독일 통일 이후에는 실내와 궁전 파사드의 석조물 보존을 위해 복원 작업을 하였다.

## 문화적 가치

### 마르틴 루터
교회개혁에 대한 신념을 굽히지 않으며 신변의 위협을 느끼던 루터를 보호했던 곳이 바르트부르크성이었다. 1521년 프로테스탄트 종교 개혁가 마르틴 루터(Martin Luther)는 교황에게 파문당한 후 작센 선제후인 프리드리히(Friedrich)의 보호 아래 비밀리에 바르트부르크성에 머물렀다. 이곳에서 그는 융커 외르크라는 이름으로 신분을 숨기고 1521년부터 2년 동안 저술에 정진하였다. 마르틴 루터는 바르트부르크성에서 『신약성서』를 그리스어에서 독일어로 번역하였다. 그의 유배는 1522년 3월에 끝났으며, 16세기 말에 이르러서는 마르틴 루터로 말미암아 많은 순례자가 이곳을 방문하였다. 루터가 저술에 몰두한 공간은 소박한 나무 책상과 의자가 전부인 한 평 남짓의 작고 낡은 방이다. 이 곳은 현재 루터방(Lutherstube)이란 이름으로 여행자들에게 공개되어 있다.

### 음유시인 대회
바르트부르크성은 또 중세의 음유시인(Minnesänger)의 대회 장소로서도 유명하다. 중세의 음유시인이란 약 12세기에서 14세기에 걸쳐 활약하던 시인이나 음악가로써 방랑시인 또한 이에 속했다. 주로 크게 출세하지 못한 귀족이나 기사출신이였다. 13세기 초 독일의 우아한 음유 시인들 사이에서 그 유명한 경연 대회가 열렸던 바르트부르크성의 무대홀은 훗날인 1842년에 여행중 이곳에서 잠시 머무르던 바그너(Wilhelm Richard Wagner)에게 오페라 탄호이저(Tannhäuser)를 구상하는 배경이자 모티브가 되기도 했다. 100석 규모의 예배실, 연주홀 등을 갖추고 지금도 예배와 연주가 열리는 이곳은 중세 영주들의 문화예술에 대한 옹호와 후원을 실감케 한다.